# TBC1D20
TBC1D20 (англ. TBC1 domain family member 20) – білок, який кодується однойменним геном, розташованим у людей на короткому плечі 20-ї хромосоми. Довжина поліпептидного ланцюга білка становить 403 амінокислот, а молекулярна маса — 45 855.
| 10         |  | 20         |  | 30         |  | 40         |  | 50         |
| ---------- |  | ---------- |  | ---------- |  | ---------- |  | ---------- |
| MALRSAQGDG |  | PTSGHWDGGA |  | EKADFNAKRK |  | KKVAEIHQAL |  | NSDPTDVAAL |
| RRMAISEGGL |  | LTDEIRRKVW |  | PKLLNVNAND |  | PPPISGKNLR |  | QMSKDYQQVL |
| LDVRRSLRRF |  | PPGMPEEQRE |  | GLQEELIDII |  | LLILERNPQL |  | HYYQGYHDIV |
| VTFLLVVGER |  | LATSLVEKLS |  | THHLRDFMDP |  | TMDNTKHILN |  | YLMPIIDQVN |
| PELHDFMQSA |  | EVGTIFALSW |  | LITWFGHVLS |  | DFRHVVRLYD |  | FFLACHPLMP |
| IYFAAVIVLY |  | REQEVLDCDC |  | DMASVHHLLS |  | QIPQDLPYET |  | LISRAGDLFV |
| QFPPSELARE |  | AAAQQQAERT |  | AASTFKDFEL |  | ASAQQRPDMV |  | LRQRFRGLLR |
| PEDRTKDVLT |  | KPRTNRFVKL |  | AVMGLTVALG |  | AAALAVVKSA |  | LEWAPKFQLQ |
| LFP        |  |            |  |            |  |            |  |            |

A: Аланін

C: Цистеїн

D: Аспарагінова кислота

E: Глутамінова кислота

F: Фенілаланін

G: Гліцин

H: Гістидин

I: Ізолейцин

K: Лізин

L: Лейцин

M: Метіонін

N: Аспарагін

P: Пролін

Q: Глутамін

R: Аргінін

S: Серин

T: Треонін

V: Валін

W: Триптофан

Кодований геном білок за функцією належить до активаторів гтфаз. 
Задіяний у таких біологічних процесах, як взаємодія хазяїн-вірус, альтернативний сплайсинг. 
Локалізований у мембрані.